# Mikropenis

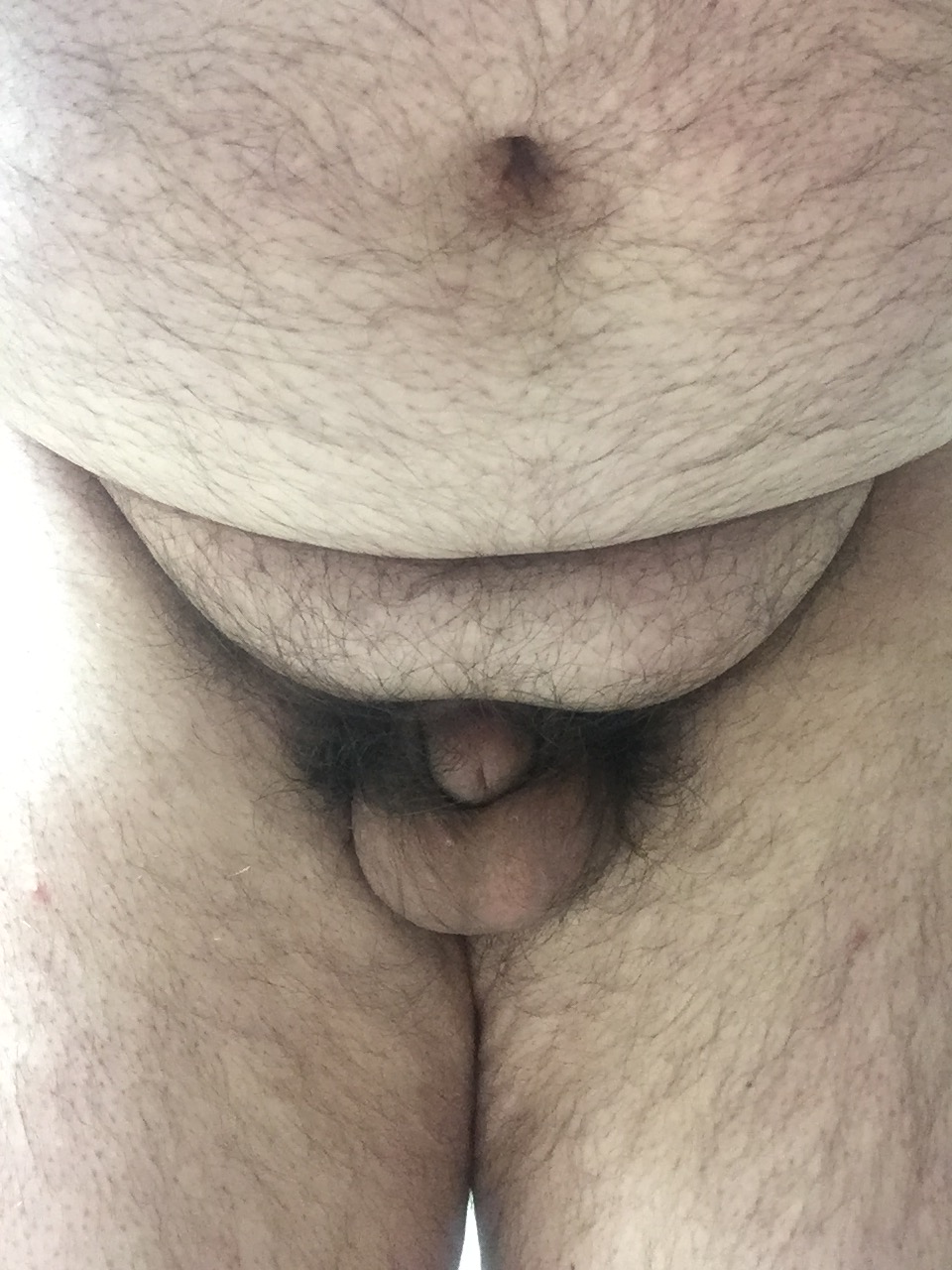
Mikropenis

Jako mikropenis se v medicíně označuje neobvykle malý penis. Obvyklým kritériem je délka o alespoň 2,5 standardních odchylek kratší než průměrná. Stav je zpravidla rozpoznán brzy po narození a označení se zpravidla používá v situacích, kdy jsou zbytek penisu, šourek a perineum vyvinuty normálně, bez poruch jako je hypospadias.
Mikropenis může mít mnoho příčin; kvůli jeho statistické definici je velká část mužů s mikropenisem zcela normálních a pouze se nacházejí ve spodní části rozpětí. Příčinou abnormálních stavů souvisejících s mikropenisem jsou nejčastější poruchy produkce nebo působení mužských pohlavních hormonů, příp. i genetické poruchy.
Chlapce s mikropenisem obvykle léčí endokrinologové injekcemi gonadotropinu nebo testosteronu. Existují i chirurgické techniky zvětšení penisu, nejsou ale považovány za natolik úspěšné, aby byly běžně používány a zřídkakdy je k nim přistupováno v dětství.